# Islandia en la Copa Mundial de Fútbol de 2018
La selección de Islandia fue uno de los 32 equipos participantes en la Copa Mundial de Fútbol de 2018, torneo que se llevó a cabo del 14 de junio al 15 de julio en Rusia.
Esta fue su primera participación en mundiales. Se clasificó como primera del grupo I luego de derrotar por 2-0 a Kosovo.
La selección de Islandia logró marcar 2 goles en el torneo.

## Clasificación

### Grupo I
| Selección | Pts. | PJ | PG | PE | PP | GF | GC | Dif |
| --------- | ---- | -- | -- | -- | -- | -- | -- | --- |
| Islandia  | 22   | 10 | 7  | 1  | 2  | 16 | 7  | +9  |
| Croacia   | 20   | 10 | 6  | 2  | 2  | 15 | 4  | +11 |
| Ucrania   | 17   | 10 | 5  | 2  | 3  | 13 | 9  | +4  |
| Turquía   | 15   | 10 | 4  | 3  | 3  | 14 | 13 | +1  |
| Finlandia | 9    | 10 | 2  | 3  | 5  | 9  | 13 | -4  |
| Kosovo    | 1    | 10 | 0  | 1  | 9  | 3  | 24 | -21 |

| Fecha                   | Lugar             | Local     |                      | Resultado                                                                                               |                      | Visitante |
| ----------------------- | ----------------- | --------- | -------------------- | --- | -------------------- | --------- |
| 5 de septiembre de 2016 | Kiev              | Ucrania   | Bandera de Ucrania   | 1 – 1 (enlace roto disponible en Internet Archive; véase el historial, la primera versión y la última). | Bandera de Islandia  | Islandia  |
| 6 de octubre de 2016    | Reikiavik         | Islandia  | Bandera de Islandia  | 3 – 2 Archivado el 24 de julio de 2018 en Wayback Machine.                                              | Bandera de Finlandia | Finlandia |
| 9 de octubre de 2016    | Reikiavik         | Islandia  | Bandera de Islandia  | 2 – 0 (enlace roto disponible en Internet Archive; véase el historial, la primera versión y la última). | Bandera de Turquía   | Turquía   |
| 12 de noviembre de 2016 | Zagreb            | Croacia   | Bandera de Croacia   | 2 – 0 (enlace roto disponible en Internet Archive; véase el historial, la primera versión y la última). | Bandera de Islandia  | Islandia  |
| 24 de marzo de 2017     | Shkodër (Albania) | Kosovo    | Bandera de Kosovo    | 1 – 2 (enlace roto disponible en Internet Archive; véase el historial, la primera versión y la última). | Bandera de Islandia  | Islandia  |
| 11 de junio de 2017     | Reikiavik         | Islandia  | Bandera de Islandia  | 1 – 0 (enlace roto disponible en Internet Archive; véase el historial, la primera versión y la última). | Bandera de Croacia   | Croacia   |
| 2 de septiembre de 2017 | Tampere           | Finlandia | Bandera de Finlandia | 1 – 0 (enlace roto disponible en Internet Archive; véase el historial, la primera versión y la última). | Bandera de Islandia  | Islandia  |
| 5 de septiembre de 2017 | Reykjavík         | Islandia  | Bandera de Islandia  | 2 – 0 (enlace roto disponible en Internet Archive; véase el historial, la primera versión y la última). | Bandera de Ucrania   | Ucrania   |
| 6 de octubre de 2017    | Eskişehir         | Turquía   | Bandera de Turquía   | 0 – 3 (enlace roto disponible en Internet Archive; véase el historial, la primera versión y la última). | Bandera de Islandia  | Islandia  |
| 9 de octubre de 2017    | Reykjavík         | Islandia  | Bandera de Islandia  | 2 – 0 (enlace roto disponible en Internet Archive; véase el historial, la primera versión y la última). | Bandera de Kosovo    | Kosovo    |

### Goleadores
| Jugador                    | Goles | Asistencias | Minuto | PJ |
| -------------------------- | ----- | ----------- | ------ | -- |
| Gylfi Sigurðsson           | 4     | 4           | 900    | 10 |
| Alfreð Finnbogason         | 3     | -           | 520    | 8  |
| Jóhann Berg Guðmundsson    | 2     | 1           | 797    | 9  |
| Kári Árnason               | 2     | 2           | 810    | 9  |
| Björn Bergmann Sigurðarson | 1     | -           | 257    | 6  |
| Hörður Björgvin Magnússon  | 1     | -           | 593    | 8  |
| Birkir Bjarnason           | 1     | 1           | 786    | 9  |
| Ragnar Sigurðsson          | 1     | -           | 900    | 10 |
| Jon Dadi Bodvarsson        | -     | 3           | 468    | 8  |
| Elmar Bjarnason            | -     | 1           | 162    | 3  |
| Birkir Már Sævarsson       | -     | 1           | 868    | 10 |

## Preparación

### Amistosos previos
| 8 de noviembre de 2017 | República Checa         | 2:1 (1:0) | Islandia        | Estadio Abdullah bin Khalifa, Doha   |                                      |
| 14:45 (UTC+3)          | Souček 19' · Sýkora 65' |           | Finnbogason 77' | Árbitro(s): Khamis Mohamed Al Kuwari | Árbitro(s): Khamis Mohamed Al Kuwari |

| 14 de noviembre de 2017 | Catar       | 1:1 (0:1) | Islandia        | Estadio Abdullah bin Khalifa, Doha                        |                                                           |
| 16:30 (UTC+3)           | Muntari 90' | Reporte   | Kjartansson 26' | Asistencia: 2758 espectadores Árbitro(s): Omar Al Yaqoubi | Asistencia: 2758 espectadores Árbitro(s): Omar Al Yaqoubi |

| 23 de marzo de 2018 | México                       | 3:0 (1:0) | Islandia | Levi's Stadium, San Francisco                                 |                                                               |
| 19:30 (UTC-7)       | Fabián 37' · Layún 67' 90+1' |           |          | Asistencia: 62758 espectadores Árbitro(s): Armando Villarreal | Asistencia: 62758 espectadores Árbitro(s): Armando Villarreal |

| 27 de marzo de 2018 | Islandia     | 1:3 (1:1) | Perú                                | Red Bull Arena, Harrison                             |                                                      |
| 19:30 (UTC-5)       | Fjóluson 22' |           | Tapia 3' · Ruidíaz 58' · Farfán 75' | Asistencia: 18758 espectadores Árbitro(s): Ted Unkel | Asistencia: 18758 espectadores Árbitro(s): Ted Unkel |

| 2 de junio de 2018 | Islandia | 2:3 (1:1) | Noruega | Laugardalsvöllur, Reikiavik |  |
|                    |          |           |         | Árbitro(s):                 |  |

## Participación

### Lista de convocados
Técnico:  Heimir Hallgrímsson
| No. | Pos. | Jugador                   | Fecha de nacimiento (edad)        | Apa. | Goles | Club                 |
| --- | ---- | ------------------------- | --------------------------------- | ---- | ----- | -------------------- |
| 1   | POR  | Hannes Þór Halldórsson    | 27 de abril de 1984 (34 años)     | 49   | 0     | Randers FC           |
| 2   | DEF  | Birkir Már Sævarsson      | 11 de noviembre de 1984 (33 años) | 79   | 1     | Valur Reykjavík      |
| 3   | MED  | Samúel Friðjónsson        | 22 de febrero de 1996 (22 años)   | 4    | 0     | Vålerenga            |
| 4   | MED  | Albert Guðmundsson        | 15 de junio de 1997 (20 años)     | 5    | 3     | PSV Eindhoven        |
| 5   | DEF  | Sverrir Ingi Ingason      | 5 de agosto de 1993 (24 años)     | 20   | 3     | FC Rostov            |
| 6   | DEF  | Ragnar Sigurðsson         | 19 de junio de 1986 (31 años)     | 77   | 3     | FC Rostov            |
| 7   | MED  | Jóhann Berg Guðmundsson   | 27 de octubre de 1990 (27 años)   | 67   | 7     | Burnley              |
| 8   | MED  | Birkir Bjarnason          | 27 de mayo de 1988 (30 años)      | 67   | 9     | Aston Villa          |
| 9   | DEL  | Björn Sigurðarson         | 26 de febrero de 1991 (27 años)   | 12   | 1     | FC Rostov            |
| 10  | MED  | Gylfi Sigurðsson          | 8 de septiembre de 1989 (28 años) | 57   | 19    | Everton              |
| 11  | DEL  | Alfreð Finnbogason        | 1 de febrero de 1989 (29 años)    | 47   | 13    | FC Augsburg          |
| 12  | POR  | Frederik Schram           | 19 de enero de 1995 (23 años)     | 4    | 0     | FC Roskilde          |
| 13  | POR  | Rúnar Alex Rúnarsson      | 18 de febrero de 1995 (23 años)   | 3    | 0     | FC Nordsjælland      |
| 14  | DEF  | Kári Árnason              | 13 de octubre de 1982 (35 años)   | 67   | 5     | Aberdeen             |
| 15  | DEF  | Hólmar Örn Eyjólfsson     | 6 de agosto de 1990 (27 años)     | 10   | 1     | Levski Sofia         |
| 16  | MED  | Ólafur Ingi Skúlason      | 1 de abril de 1983 (35 años)      | 36   | 1     | Kardemir Karabükspor |
| 17  | MED  | Aron Gunnarsson           | 22 de abril de 1989 (29 años)     | 77   | 2     | Cardiff City         |
| 18  | DEF  | Hörður Björgvin Magnússon | 11 de febrero de 1993 (25 años)   | 16   | 2     | Bristol City         |
| 19  | MED  | Rúrik Gíslason            | 25 de febrero de 1988 (30 años)   | 47   | 3     | SV Sandhausen        |
| 20  | MED  | Emil Hallfreðsson         | 29 de junio de 1984 (33 años)     | 64   | 1     | Udinese              |
| 21  | MED  | Arnór Ingvi Traustason    | 30 de abril de 1993 (25 años)     | 19   | 5     | Malmö                |
| 22  | DEL  | Jón Daði Böðvarsson       | 25 de mayo de 1992 (26 años)      | 38   | 2     | Reading              |
| 23  | DEF  | Ari Freyr Skúlason        | 14 de mayo de 1987 (31 años)      | 56   | 0     | KSC Lokeren          |

### Fase de grupos
| Selección | Pts | PJ | PG | PE | PP | GF | GC | Dif |
| --------- | --- | -- | -- | -- | -- | -- | -- | --- |
| Croacia   | 9   | 3  | 3  | 0  | 0  | 7  | 1  | 6   |
| Argentina | 4   | 3  | 1  | 1  | 1  | 3  | 5  | -2  |
| Nigeria   | 3   | 3  | 1  | 0  | 2  | 3  | 4  | -1  |
| Islandia  | 1   | 3  | 0  | 1  | 2  | 2  | 5  | -3  |

#### Argentina vs. Islandia
| 16 de junio de 2018, 16:00 (UTC+3) | Argentina  | 1:1 (1:1) | Islandia        | Otkrytie Arena, Moscú                                        |                                                              |
| | Agüero 19' | Reporte   | Finnbogason 23' | Asistencia: 44 190 espectadores Árbitro(s): Szymon Marciniak | Asistencia: 44 190 espectadores Árbitro(s): Szymon Marciniak |
| Debut absoluto de Islandia en una Copa del Mundo, además Alfreð Finnbogason anotó el primer gol de Islandia en la historia de la competición. |            |           |                 |                                                              |                                                              |

|  |  |

| GK             | 23 | Willy Caballero    |  |     |
| RB             | 18 | Eduardo Salvio     |  |     |
| CB             | 17 | Nicolás Otamendi   |  |     |
| CB             | 16 | Marcos Rojo        |  |     |
| LB             | 3  | Nicolás Tagliafico |  |     |
| CM             | 14 | Javier Mascherano  |  |     |
| CM             | 5  | Lucas Biglia       |  | 54' |
| RW             | 13 | Maximiliano Meza   |  | 84' |
| AM             | 10 | Lionel Messi       |  |     |
| LW             | 11 | Ángel Di María     |  | 75' |
| CF             | 19 | Sergio Agüero      |  |     |
| Cambios:       |    |                    |  |     |
| MF             | 7  | Éver Banega        |  | 54' |
| MF             | 22 | Cristian Pavón     |  | 75' |
| FW             | 9  | Gonzalo Higuaín    |  | 84' |
| Entrenador:    |    |                    |  |     |
| Jorge Sampaoli |    |                    |  |     |

| GK                  | 1  | Hannes Þór Halldórsson     |  |     |
| RB                  | 2  | Birkir Már Sævarsson       |  |     |
| CB                  | 14 | Kári Árnason               |  |     |
| CB                  | 6  | Ragnar Sigurðsson          |  |     |
| LB                  | 18 | Hörður Björgvin Magnússon  |  |     |
| DM                  | 10 | Gylfi Sigurðsson           |  |     |
| CM                  | 17 | Aron Gunnarsson            |  | 76' |
| CM                  | 20 | Emil Hallfreðsson          |  |     |
| RW                  | 7  | Jóhann Berg Guðmundsson    |  | 63' |
| LW                  | 8  | Birkir Bjarnason           |  |     |
| CF                  | 11 | Alfreð Finnbogason         |  | 89' |
| Cambios:            |    |                            |  |     |
| MF                  | 19 | Rúrik Gíslason             |  | 63' |
| DF                  | 23 | Ari Freyr Skúlason         |  | 76' |
| FW                  | 9  | Björn Bergmann Sigurðarson |  | 89' |
| Entrenador:         |    |                            |  |     |
| Heimir Hallgrímsson |    |                            |  |     |

| Jugador del Partido: Hannes Þór Halldórsson Árbitros asistentes: Pawel Sokolnicki Tomasz Listkiewicz Cuarto árbitro: Wilmar Roldán Quinto árbitro: Alexander Guzmán Árbitro asistente de video: Mark Geiger Árbitros asistentes del árbitro asistente de video: Paweł Gil Joe Fletcher Gery Vargas |

#### Nigeria vs. Islandia
| 22 de junio de 2018, 18:00 (UTC+3) | Nigeria       | 2:0 (0:0) | Islandia | Volgogrado Arena, Volgogrado                               |                                                            |
|                                    | Musa 49', 75' | Reporte   |          | Asistencia: 40 904 espectadores Árbitro(s): Matthew Conger | Asistencia: 40 904 espectadores Árbitro(s): Matthew Conger |

|  |  |

| GK          | 23 | Francis Uzoho        |     |     |
| CB          | 22 | Kenneth Omeruo       |     |     |
| CB          | 5  | William Troost-Ekong |     |     |
| CB          | 6  | Leon Balogun         |     |     |
| DM          | 10 | John Obi Mikel       |     |     |
| CM          | 8  | Oghenekaro Etebo     |     | 90' |
| CM          | 4  | Wilfred Ndidi        |     |     |
| RW          | 11 | Victor Moses         |     |     |
| LW          | 2  | Brian Idowu          | 44' | 46' |
| CF          | 7  | Ahmed Musa           |     |     |
| CF          | 14 | Kelechi Iheanacho    |     | 85' |
| Cambios:    |    |                      |     |     |
| DF          | 21 | Tyronne Ebuehi       |     | 46' |
| FW          | 9  | Odion Ighalo         |     | 85' |
| FW          | 18 | Alex Iwobi           |     | 90' |
| Entrenador: |    |                      |     |     |
| Gernot Rohr |    |                      |     |     |

| GK                  | 1  | Hannes Þór Halldórsson     |  |     |
| RB                  | 2  | Birkir Már Sævarsson       |  |     |
| CB                  | 14 | Kári Árnason               |  |     |
| CB                  | 6  | Ragnar Sigurðsson          |  | 65' |
| LB                  | 18 | Hörður Björgvin Magnússon  |  |     |
| RM                  | 19 | Rúrik Gíslason             |  |     |
| CM                  | 17 | Aron Gunnarsson            |  | 87' |
| CM                  | 10 | Gylfi Sigurðsson           |  |     |
| LM                  | 8  | Birkir Bjarnason           |  |     |
| CF                  | 22 | Jón Daði Böðvarsson        |  | 71' |
| CF                  | 11 | Alfreð Finnbogason         |  |     |
| Cambios:            |    |                            |  |     |
| DF                  | 5  | Sverrir Ingi Ingason       |  | 65' |
| FW                  | 9  | Björn Bergmann Sigurðarson |  | 71' |
| DF                  | 23 | Ari Freyr Skúlason         |  | 87' |
| Entrenador:         |    |                            |  |     |
| Heimir Hallgrímsson |    |                            |  |     |

| Jugador del Partido: Ahmed Musa Árbitros asistentes: Simon Lount Tevita Makasini Cuarto árbitro: Ricardo Montero Quinto árbitro: Hiroshi Yamauchi Árbitro asistente de video: Massimiliano Irrati Árbitros asistentes del árbitro asistente de video: Paweł Gil Elenito Di Liberatore Gianluca Rocchi |

#### Islandia vs. Croacia
| 26 de junio de 2018 | Islandia              | 1:2 (0:0) | Croacia                  | Rostov Arena, Rostov del Don                                    |                                                                 |
| 21:00 MSK (UTC+3)   | Sigurðsson 76' (pen.) | Reporte   | Badelj 53' · Perišić 90' | Asistencia: 43 472 espectadores Árbitro(s): Antonio Mateu Lahoz | Asistencia: 43 472 espectadores Árbitro(s): Antonio Mateu Lahoz |

|  |  |

| GK                  | 1  | Hannes Þór Halldórsson     |     |     |
| RB                  | 2  | Birkir Már Sævarsson       | 84' |     |
| CB                  | 5  | Sverrir Ingi Ingason       |     |     |
| CB                  | 6  | Ragnar Sigurðsson          |     | 70' |
| LB                  | 18 | Hörður Björgvin Magnússon  |     |     |
| CM                  | 17 | Aron Gunnarsson            |     |     |
| CM                  | 20 | Emil Hallfreðsson          | 59' |     |
| RW                  | 7  | Jóhann Berg Guðmundsson    |     |     |
| AM                  | 10 | Gylfi Sigurðsson           |     |     |
| LW                  | 8  | Birkir Bjarnason           |     | 90' |
| CF                  | 11 | Alfreð Finnbogason         | 64' | 85' |
| Cambios:            |    |                            |     |     |
| FW                  | 9  | Björn Bergmann Sigurðarson |     | 70' |
| MF                  | 4  | Albert Guðmundsson         |     | 85' |
| MF                  | 21 | Arnór Ingvi Traustason     |     | 90' |
| Entrenador:         |    |                            |     |     |
| Heimir Hallgrímsson |    |                            |     |     |

| GK           | 12 | Lovre Kalinić   |     |     |
| RB           | 13 | Tin Jedvaj      | 83' |     |
| CB           | 5  | Vedran Ćorluka  |     |     |
| CB           | 15 | Duje Ćaleta-Car |     |     |
| LB           | 22 | Josip Pivarić   |     |     |
| CM           | 10 | Luka Modrić     |     | 65' |
| CM           | 19 | Milan Badelj    |     |     |
| RW           | 20 | Marko Pjaca     | 14' | 70' |
| AM           | 8  | Mateo Kovačić   |     | 81' |
| LW           | 4  | Ivan Perišić    |     |     |
| CF           | 9  | Andrej Kramarić |     |     |
| Cambios:     |    |                 |     |     |
| MF           | 14 | Filip Bradarić  |     | 65' |
| DF           | 6  | Dejan Lovren    |     | 70' |
| MF           | 7  | Ivan Rakitić    |     | 81' |
| Entrenador:  |    |                 |     |     |
| Zlatko Dalić |    |                 |     |     |

| Jugador del Partido: Milan Badelj Árbitros asistentes:' Pau Cebrián Devís Roberto Díaz Pérez Cuarto árbitro: John Pittí Quinto árbitro: Gabriel Victoria Árbitro asistente de video: Paolo Valeri Árbitros asistentes del árbitro asistente de video: Gery Vargas Elenito Di Liberatore Felix Zwayer |